# Bobovište, Bar
Bobovište (albaneză Boboshti) este un sat din comuna Bar, Muntenegru. Conform datelor de la recensământul din 2003, localitatea are 230 de locuitori (la recensământul din 1991 erau 553 de locuitori).

## Demografie
În satul Bobovište locuiesc 186 de persoane adulte, iar vârsta medie a populației este de 43,1 de ani (44,2 la bărbați și 41,9 la femei). În localitate sunt 61 de gospodării, iar numărul mediu de membri în gospodărie este de 3,77.
|  |

| Demografie | Demografie | Demografie |
| An         | Locuitori  | Locuitori  |
| ---------- | ---------- | ---------- |
|            |            |            |
|            |            |            |
|            |            |            |
|            |            |            |
| 1948       | 318        |            |
| 1953       | 354        |            |
| 1961       | 412        |            |
| 1971       | 470        |            |
| 1981       | 490        |            |
| 1991       | 553        | 334        |
| 2003       | 573        | 230        |

| \| Componența etnică conform recensământului din 2003[2] \| Componența etnică conform recensământului din 2003[2] \| Componența etnică conform recensământului din 2003[2] \| Componența etnică conform recensământului din 2003[2] \| Componența etnică conform recensământului din 2003[2] \| \| ----------------------------------------------------- \| ----------------------------------------------------- \| ----------------------------------------------------- \| ----------------------------------------------------- \| ----------------------------------------------------- \| \| \| \| \| \| \| \| Albanezi \| Albanezi \| \| 230 \| 100% \| \| necunoscută \| necunoscută \| \| 0 \| 0% \| |             |  |     |      |
| Componența etnică conform recensământului din 2003 |             |  |     |      |
| |             |  |     |      |
| Albanezi | Albanezi    |  | 230 | 100% |
| necunoscută | necunoscută |  | 0   | 0%   |